# Ernst Blasius
Ernst Carl Friedrich Blasius, född 20 november 1802 i Berlin, död 11 juli 1875 i Halle an der Saale, var en tysk kirurg.
Blasius blev 1834 professor i kirurgi vid universitetet i Halle an der Saale och direktor för den kirurgiska universitetskliniken. Hans förnämsta vetenskapliga verk är Handbuch der Akiurgie (1830-32; andra upplagan 1839-42). Han ägnade sig särskilt åt ögonkirurgi och ortopedisk kirurgi. Många av sina operationsmetoder beskrev han i smärre broschyrer och tidskriftsuppsatser.
Han tilldelades Röda örns orden.